# Papiersteuer
Im Jahr 1697 wurde in England die Papiersteuer eingeführt. Regelmäßig wurde diese Steuer von 1710 bis 1861 auf die gesamte inländische (d. h. englische) Papierproduktion erhoben. Vermehrte Proteste führten zur Abschaffung und dadurch indirekt zu einer erheblichen Steigerung der Papierproduktion ab 1861.
In Schweden wurde nach dem Zweiten Weltkrieg ebenfalls eine Papiersteuer bei Inlandsverbrauch von Papier fällig. Dies sollte den Export von Papier steigern.